# 厚木北郵便局
厚木北郵便局（あつぎきたゆうびんきょく）は神奈川県厚木市にある郵便局。民営化前の分類では集配普通郵便局であった。

## 概要
住所：〒243-0299 神奈川県厚木市下荻野970

## 沿革
- 1916年（大正5年）9月11日 - 荻野郵便局として開局。
- 1963年（昭和38年）12月5日 - 電話交換および和文電報配達事務の取扱を、厚木電報電話局に移管[1]。
- 1981年（昭和56年）9月1日 - 特定郵便局から普通郵便局に局種別改定。
- 2000年（平成12年）8月14日 - 外国通貨の両替および旅行小切手の売買に関する業務取扱を開始。
- 2001年（平成13年）10月22日 - 厚木市下荻野1107-4から同市下荻野西四谷970に移転。
- 2002年（平成14年）3月25日 - 厚木北郵便局に改称。
- 2006年（平成18年）9月25日 - 七沢郵便局（厚木市七沢）から「243-01xx」区域の集配業務を移管[2]。
- 2007年（平成19年）10月1日 - 民営化に伴い、併設された郵便事業厚木北支店に一部業務を移管。
- 2012年（平成24年）10月1日 - 日本郵便株式会社発足に伴い、郵便事業厚木北支店を厚木北郵便局に統合。
- 2017年（平成29年）3月21日 - 愛川郵便局（愛甲郡愛川町角田）から「243-03xx」区域の集配業務を移管[3]。

## 取扱内容
- 郵便、印紙、ゆうパック、内容証明
- 貯金、為替、振替、振込、国際送金、外貨両替・トラベラーズチェック、国債、投資信託
- 生命保険、バイク自賠責保険、自動車保険
- ゆうちょ銀行ATM
- 「243-01××」「243-02××」「243-03××」「243-08××」区域（厚木市（中心部を除く）、愛甲郡愛川町、愛甲郡清川村（煤ケ谷小字丹沢山札掛を除く））の集配業務
- ゆうゆう窓口
※厚木市の中心部は厚木郵便局（厚木市田村町）、清川村煤ケ谷小字丹沢山札掛は秦野郵便局（秦野市室町）各々の管轄となっている。

## 周辺
- 神奈川工科大学
- 神奈川県立厚木北高等学校
- 厚木北部病院
- リコー 厚木事業所

## アクセス
- 神奈中バス リコー前停留所、西四ツ谷停留所、もしくは下谷停留所下車
- 東名高速道路 厚木ICから北へ約9km
- 首都圏中央連絡自動車道（圏央道） 圏央厚木ICから北西へ約5km
- 駐車場あり：15台